# Ramon Roig Torné
Ramon Roig Torné (Lleida, 3 d'agost de 1849 - Cartagena, 10 de maig de 1907) fou un músic, violinista i compositor català.
Va començar la seva trajectòria musical a la Banda Municipal de Lleida sota la tutela del seu germà, Jaume Roig. Més endavant va ingressar a l'exèrcit com a músic militar a Saragossa, on va anar ampliant els seus coneixements i més endavant aconseguiria el lloc de director el 1875.
La seva fama i reconeixement van arribar en ser proposat per dirigir el 1876 la Banda del Segon Regiment d'Enginyers de Madrid, de gran reputació. Va passar per diverses destinacions a la península (entre elles, Barcelona i Burgos) fins a assolir destí definitiu Cartagena (1889), on va desenvolupar la seva trajectòria com a director i compositor fins a la seva mort.
Roig va ser arranjador i compositor de peces musicals per als conjunts que va dirigir. Actualment tan sols li sobreviu una peça: el pasdoble La Gracia de Dios, compost cap a 1880. Des de la seva estrena s'ha mantingut en el repertori de banda fins avui i és considerat com una de les peces fonamentals del gènere.

## Treballs
"La Gracia de Dios" és el seu pasdoble més conegut. Des de l'any de la seua composició fins a la data, és un dels pasdobles més reconeguts i la seua partitura és present al reportori de la majoria de bandes de música valencianes i espanyoles. S'han fet innombrables edicions de l'obra, gravades per bandes de música i versions independents. S'han perdut la majoria de les composicions.
Anècdota amb "La Gracia de Dios"

Segons afirmen alguns estudiosos del gènere, la inspiració de Roig per compondre "La Gracia de Dios" va aparèixer després d'una curiosa anècdota que el va succeir amb el seu gran amic (i rival als top's musicals de l'època) Eduardo López Juarranz, compositor de "La Giralda". Pel que sembla, després de l'apoteòsic èxit aconseguit a l'Exposició Universal de París (1889) per Juarranz, amb el pasdoble "La Giralda", èxit que després repetiria a Madrid i resta d'Espanya, a aquest se li acudeix enviar a Cartagena un sobre amb la partitura (i orquestració) del pasdoble esmentat, perquè fos interpretat per la Banda de Música d'Infanteria de Marina de Cartagena. Al guió de l'obra figurava la dedicatòria següent:
| « | "Para Ramón Roig, con la completa seguridad de que se dará perfecta cuenta de cómo se escribe un pasodoble" | » |

Ramón Roig, ofès per l'atrevit text, es va posar ràpidament "mans a l'obra" per donar una resposta complerta al seu agosarat contrincant. I en vuit dies va elaborar "La Gracia de Dios", que el va enviar amb la dedicatòria corresponent:
| « | "A Eduardito López Juarranz, para que compruebe, al leer la presente partitura de "La Gracia de Dios", que se trata de un verdadero pasodoble, desde luego, mejor que el suyo" | » |

Contradiu això el fet que "La gracia de Dios" sigui molt anterior en el temps a "La Giralda"; compost, el primer, cap al 1880, i el segon, al voltant del 1890. Amb tot, la versemblança de l'anècdota no queda en dubte si es considera que Roig va poder respondre a la provocació de Juarranz amb l'enviament d'una obra que ja En aquell temps, devia gaudir del favor del públic.
No es coneix si hi va haver resposta de Juarranz o no. La veritat és que tots dos pasdobles (La Giralda i La Gràcia de Déu) són considerats com a obres mestres del gènere.